# Port St. Lucie Open 1983
Il Port St. Lucie Open 1983 è stato un torneo di tennis giocato sul sintetico indoor. È stata la 1ª edizione del torneo, che fa parte del Virginia Slims World Championship Series 1983. Si è giocato a Honolulu negli Stati Uniti, dal 7 al 13 novembre 1983.

## Campionesse

### Singolare
Kathleen Horvath ha battuto in finale  Carling Bassett con il punteggio di 4–6, 6–2, 7–6

### Doppio
Rosalyn Fairbank /  Candy Reynolds hanno battuto in finale  Lea Antonoplis /  Barbara Jordan con il punteggio di 5–7, 7–5, 6–3